# Poszeidóniosz (sztoikus filozófus)
Poszeidóniosz (Kr. e. 3. század) görög filozófus
Kitioni Zénón tanítványa, a sztoikus filozófia követője volt. A Szuda-lexikon említi, ugyanott néhány munkájának címét is felsorolja, amelyekből még töredék sem maradt fenn.